# Urodilatin
Urodilatin je peptidni hormon, ki ga izločajo ledvice v primeru povišanega krvnega tlaka. Urodilatin ni prisoten v sistemskem krvnem obtoku: izločata ga le distalni tubul nefrona ter zbiralce, zato vpliva le na delovanje ledvic. Urodilatin inhibira reabsorpcijo vode in NaCl v zbiralcu v sredici ledvic, zaradi česar ima v končni fazi tako kot atrijski natriuretični peptid (ANP) diuretični in natriuretični učinek.
V primerjavi z ANP-jem se urodilatin razlikuje po tem, da ima dodatne štiri aminokisline na N-koncu (skupno torej 32), poleg tega pa ANP v krvnem obtoku razgradijo nevtralne endopeptidaze, ki nimajo nobenega vpliva na urodilatin, zaradi česar ima slednji močnejši učinek.